# Tuomalansuo
Tuomalansuo är en sumpmark i Finland.   Den ligger i landskapet Nyland, i den södra delen av landet, 30 km norr om huvudstaden Helsingfors. Tuomalansuo ligger vid sjön Tusby träsk.